# Symbol
Symbol (z gr. σύμβολον sýmbolon) – semantyczny środek stylistyczny, który ma jedno znaczenie dosłowne i różną liczbę znaczeń ukrytych. Odpowiednik pojęcia postrzegany zmysłowo. Najbardziej ogólnie jest to zastąpienie jednego pojęcia innym, krótszym, bardziej wyrazistym lub najlepiej oddającym jego naturę, albo mniej abstrakcyjnym. Jest to znak odnoszący się do innego systemu znaczeń, niż do tego, do którego bezpośrednio się odnosi. Przykładowo symbol lwa oznacza nie tylko dany gatunek zwierzęcia, lecz często także siłę lub władzę. Symbole są arbitralnie ustanowionymi jednostkami komunikacyjnymi, dzięki temu różniącymi się od znaków, które tworzą związki między znaczonym i znaczącym w jednorodnym kontekście kulturowym. Obiekty tworzące związek symboliczny w jednej kulturze, mogą mieć inne znaczenia w innych kulturach, co odróżnia symbol od jednoznacznej alegorii.

## Znak a symbol

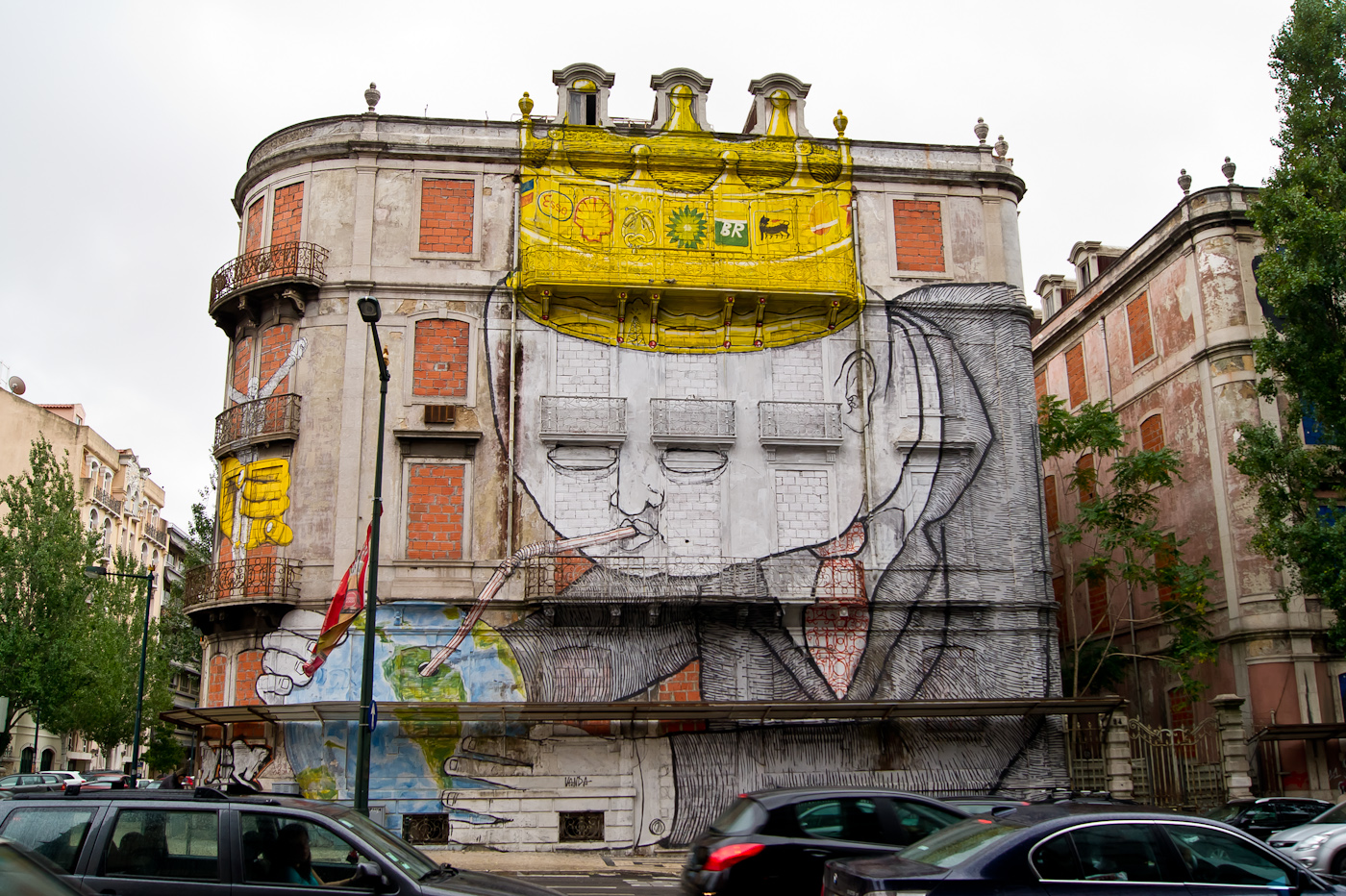
W przypadku, gdy korona użyta jest w innym kontekście, niż oznaczenie władzy królewskiej, w ujęciu E. Leacha staje się symbolem

W niektórych ujęciach semiologicznych symbol jest typem znaku, w innych jest odrębną kategorią jednostki komunikacyjnej. W ujęciu np. Umberto Eco symbol jest znakiem języka werbalnego. Między symbolem a przedmiotem występuje odniesienie (symbol odnosi się do przedmiotu), przy czym samo odniesienie jest przekazywaną słuchaczowi (odbiorcy) informacją (równoważną z pojęciem lub obrazem myślowym). W ujęciu Charlesa Sandersa Peirce'a symbol, obok ikonu i indeksu jest podtypem znaku w stosunku do przedmiotu. Inne podtypy znaku rozróżniane są ze względu na stosunek do samego siebie (cecha, egzemplarz, typ) oraz ze względu na stosunek do interpretanta (remat, powiedzenie, argument).
W ujęciu Edmunda Leacha symbol jest odrębnym ikonem, odróżnianym od znaku. W transkrypcji danego języka poszczególne litery są znakami dźwięku, ale np. zmienne x we wzorach matematycznych są symbolami (Niech x oznacza masę...). Jeśli w konwencji europejskiej korona była atrybutem władzy królewskiej, to w tym przypadku jest ona znakiem. W przypadku używania jej jako części znaku towarowego (marki) staje się symbolem. Rozróżnienie między znakiem i symbolem jest analogiczne do rozróżnienia między metonimią i metaforą. Jeżeli jednostki komunikacyjne należą do tego samego kontekstu, są znakami, a jeśli należą do innych kontekstów, stają się symbolami. O ile relacja pomiędzy wyobrażeniem zmysłowym a pojęciem jest inherentna, to relacja między wyobrażeniem zmysłowym a obiektem w świecie zewnętrznym (pozazmysłowym) jest arbitralna, symboliczna, dopóki nie dojdzie do jej ustabilizowania przez konwencję. Symbole w takiej kategoryzacji można podzielić na standaryzowane (arbitralne, ale ustalone zwyczajem) i doraźne (w przypadku jednorazowych powiązań różnych porządków rzeczy). Symbole standaryzowane z kolei dzielą się na 1) konwencjonalne, ale całkowicie arbitralne: „lew jest symbolem władzy” oraz 2) ikoniczne, gdzie występuje zaplanowane podobieństwo: model, mapa. W niektórych przypadkach może dochodzić do stopniowego mieszania kilku różnych kontekstów. Odnosi się to m.in. do religii, gdzie bóstwa reprezentowane są przez materialne przedmioty takie jak świątynia, krzyż, lingam.

## Etymologia
Greckie słowo σύμβολον sýmbolon oznaczało niewielki, rozłamany na pół podczas zawierania umowy przedmiot z gliny, kości, drewna lub metalu, jak np. tabliczka lub pierścień. Połówki stanowiły znak rozpoznawczy dla dwóch osób, które łączyła jakaś więź – przyjaźń, pokrewieństwo, interesy, obowiązki, uczucia. Czasownik συμβάλλω symbállō oznaczał „zbieram” lub „porównuję, składam, łączę”.

## Niektóre polskie symbole

Ichthys (ryba) – pierwotny symbol chrześcijan

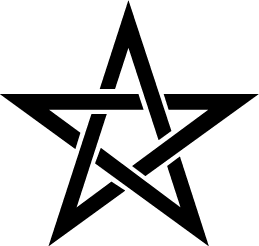
Pentagram – w różnych kulturach symbol różnych pojęć, np. symbol doskonałości, kojarzony z życiem i zdrowiem albo symbol szatana

- patriotyzmu:
  - osoby: Wanda, Tadeusz Reytan
  - wydarzenia: powstania
  - organizacje: Legiony, AK
  - bitwy: obrona Jasnej Góry
  - inne: Rodło, Kotwica
- zdrady i prywaty:
  - Targowica